# Seul contre tous
Seul contre tous (Brasil: Sozinho Contra Todos ) é um controverso filme francês de drama policial, escrito e dirigido por Gaspar Noé. Lançado em 1998, foi protagonizado por Philippe Nahon, Blandine Lenoir, Frankye Pain e Martine Audrain.

## Elenco
- Philippe Nahon como o açougueiro
- Blandine Lenoir como Cynthia
- Frankye Pain como a amante
- Martine Audrain como a sogra
- Roland Guéridon como o velho amigo
- Aïssa Djabri como Dr. Choukroun
- Gérard Ortega como o dono do bar
- Alain Pierre como o filho do dono do bar
- Zaven como o homem com moralidade